# 京橋会館
京橋会館（きょうばしかいかん）は、かつて広島県広島市南区に存在した集合住宅。

## 概要
中庭がある集合住宅。途中まで完成していた建物を、住宅公社が設計変更の上で完成させた。同潤会アパートを参考に建設されたとする意見もあるが、間違い。京橋会館は戦後の集合住宅としては、戦後すぐの集合住宅に街区型が採用された少ない例の一つである。
京橋会館は1954年11月に広島市南区京橋町に建設された。
広島市は1945年の原爆被災により壊滅。財政難の中で、復興に向けた都市整備が行われていたが、とりわけ住居不足の問題は深刻であった。状況を改善するため、広島市と広島県が協議し、県が主体となって集合住宅を供給することとなった（現在は広島市が所有）。
設計は広島県住宅公社が担当した。少ない予算と用地面積、台形の用地区画という条件下で、階数を抑えながらも、比較的小さな間取りで多くの住戸を用意する必要があったことや、戦後の公営集合住宅の標準仕様が確立する過渡期であったことから、戦前の同潤会アパートが参考とされた。結果的に、戦後の集合住宅建築としては珍しく、台形の区画をギリギリまで活用して四方向を住戸が囲み、中央部に中庭のある街区型建築で竣工した。
専門家は京橋会館の特徴的な重要性から、リニューアルを行って引き続き使用するか、表参道ヒルズのような活用策を探るべきであると指摘し、また若者の間でもレトロなデザインが支持されて根強い入居希望がある一方で、広島市が耐震性を理由に解体する方針を打ち出して当時の居住者に退去を求めており、議論は平行線を辿っていた。
2011年11月に解体。2012年1月から2013年11月までの予定で、地下1階地上21階の超高層ビルを建築。2014年2月に竣工、現在はフロンテージ広島21(シティトリエ京橋) という複合型高層マンションになっている。